# Sakellari-Halbinsel
Die Sakellari-Halbinsel (russisch Полуостров Закеллари Poluostrow Sakellari) ist eine große und eisbedeckte Halbinsel an der Küste des ostantarktischen Enderbylands. Sie liegt unmittelbar westlich der Amundsenbucht.
Die Region um die Halbinsel wurde zwischen 1956 und 1957 im Zuge der Australian National Antarctic Research Expeditions sowie 1957 bei einer sowjetischen Antarktisexpedition fotografiert. Teilnehmer der sowjetischen Forschungsreise benannten sie nach N. A. Sakellari, sowjetischer Wissenschaftler und Navigator.